# شنگار، باکو
شنگار (به لاتین: Şonqar) یک منطقهٔ مسکونی در جمهوری آذربایجان است که در باکو واقع شده‌است. شنگار ۶۲۲ نفر جمعیت دارد.